# LaBarque Creek
LaBarque Creek – jednostka osadnicza w Stanach Zjednoczonych, w stanie Missouri, w hrabstwie Jefferson.